# Garra rufa
Garra rufa és una espècie de peix cipriniforme de la família dels ciprínids.

## Morfologia
Els mascles poden assolir els 14 cm de longitud total.

## Distribució geogràfica
Es troba a Euràsia: rius Jordà, Tigris, Eufrates, i els rius costaners del sud de Turquia i del nord de Síria.